# Cobá

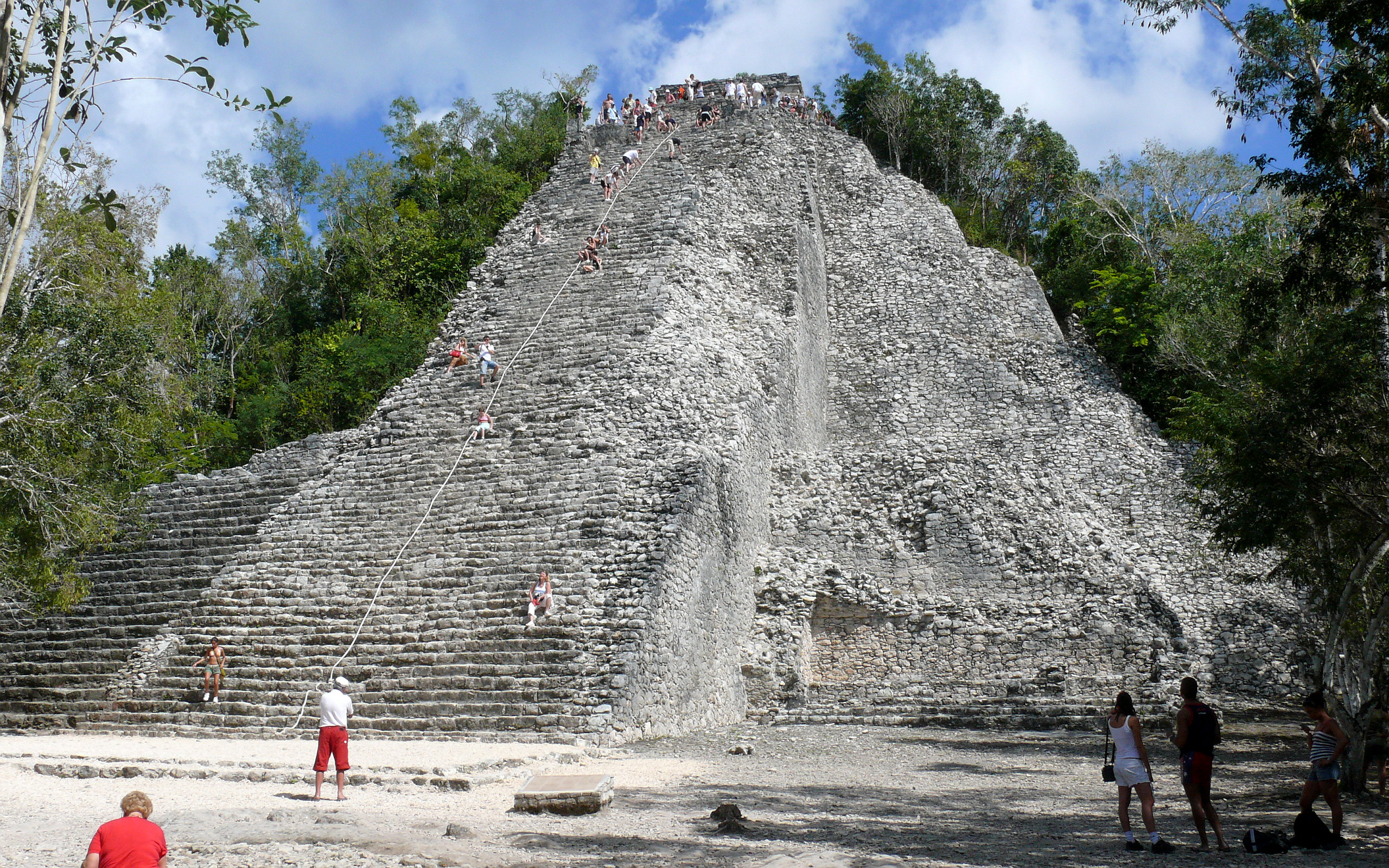
Cobá, Nohoch Mul-Pyramide

Cobá ist eine Ruinenstätte der Maya im mexikanischen Bundesstaat Quintana Roo auf der Ostseite der Halbinsel Yucatán ca. 40 km von der karibischen Küste entfernt im Inland. Cobá bezeichnet auch das direkt westlich an die Maya-Ruinen angrenzende, gleichnamige Dorf.

## Geografie
Cobá liegt westlich der Fernstraße Valladolid–Tulum etwa auf halber Strecke zwischen den beiden Städten; nach Tulum sind es ca. 42 km. Von der Fernstraße aus führt eine ca. 1 km lange Stichstraße zum Dorf, über welches das östlich gelegene Ruinenareal erreichbar ist.

## Geschichte
Erbaut wurde die alte Zeremonialstätte während der klassischen Mayaperiode (600–900 n. Chr.). In der Blütezeit der Maya war Cobá eine der größten Mayastädte in Yucatan, allerdings war sie aus bis jetzt noch unbekannten Gründen schon bei der Ankunft der Spanier verlassen.
Die Stadt nahm eine Fläche von bis zu 70 km² ein. Die Flächenangabe ist jedoch nicht als zusammenhängender Siedlungsraum zu verstehen, da die Maya-Städte einen "offenen Siedlungscharakter" hatten. Es handelt sich vielmehr um die Streuzone der Besiedelung mit einem dicht bebauten Zentrum und stark abnehmender Gebäudedichte zu den Rändern hin.

## Archäologie
Cobá wird von den Archäologen in fünf Gebäudegruppen eingeteilt. Zur Gruppe Nohoch Mul gehört die 42 m hohe Pyramide mit 120 Treppenstufen, El Castillo genannt. Auf der Spitze der Pyramide befinden sich ein kleiner Ritualraum und ein steinerner Altar, der von den Mayapriestern vermutlich für Blutopfer für die Götter verwendet wurde.

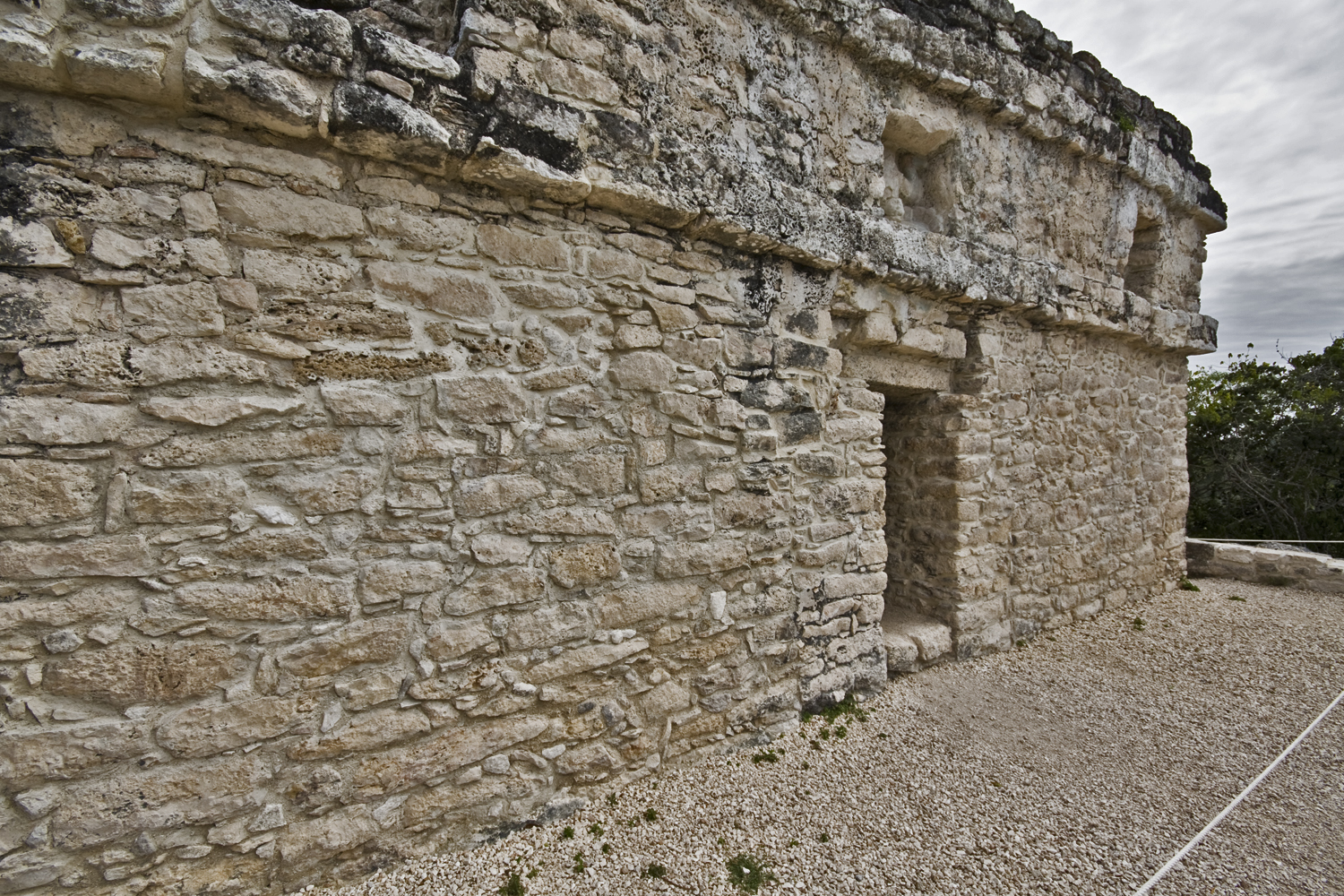
Ritualraum auf der Spitze der Pyramide

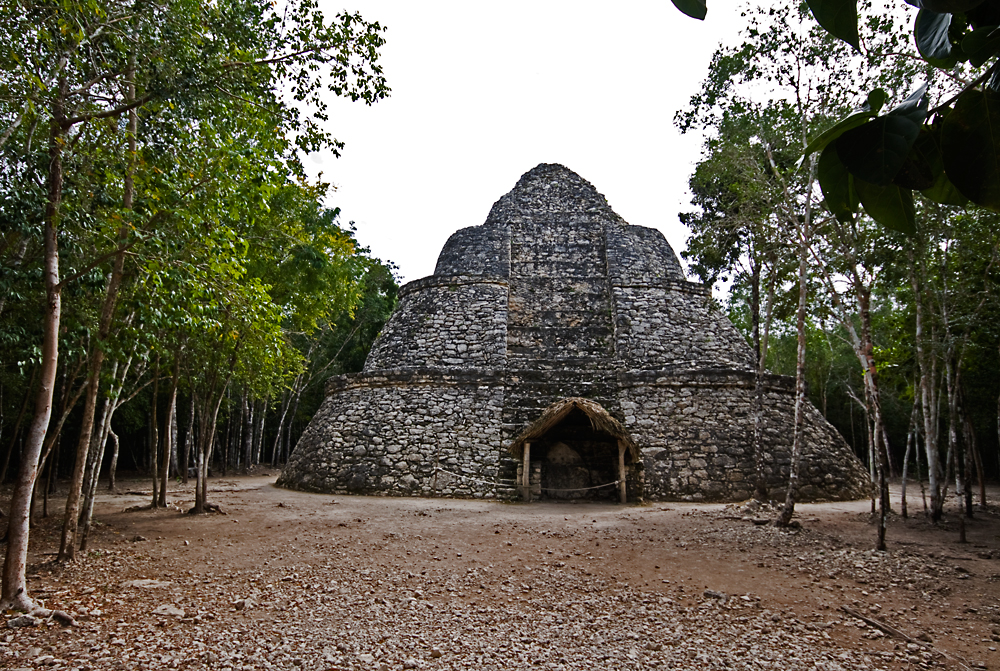
Ovaltempel in Cobá

Ein besonderes Kennzeichen von Cobá sind die mehr als 20 Sacbeob, gemauerte Wege, die teilweise deutlich erhöht über dem Gelände verlaufen und einzelne, auch weiter entfernte Teile der Siedlung verbinden. Einer der Sacbeob führt rund 100 km nach Westen bis zur Mayastadt Yaxuná südlich von Chichén Itzá.

## Galerie

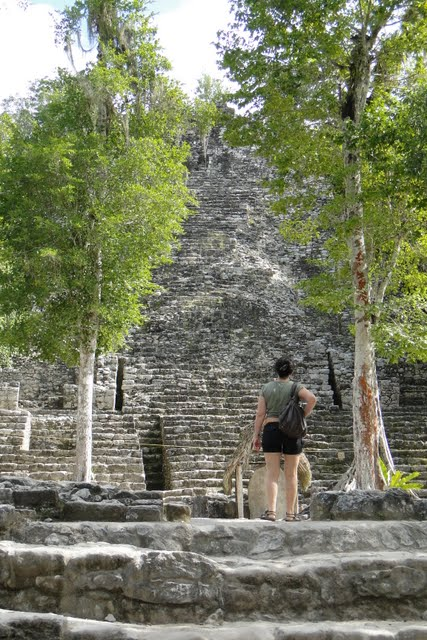
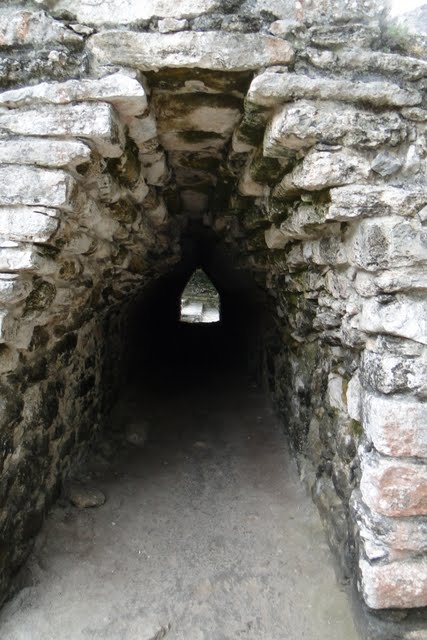
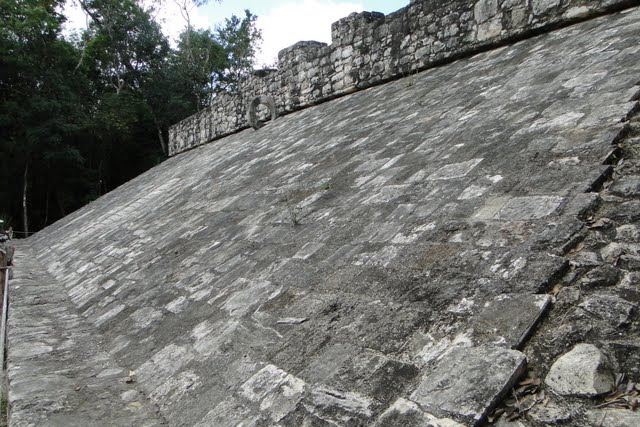
Ballspielplatz
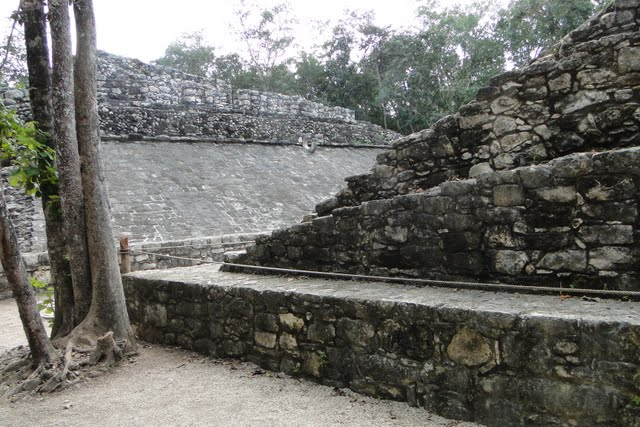